# Frances Wright
Frances Wright (Dundee, Escocia, 6 de septiembre de 1795 - Cincinnati, Ohio,13 de diciembre de 1852) conocida como Fanny Wright, fue una escritora, librepensadora, feminista y abolicionista, ciudadana estadounidense desde 1825.

## Primeros años
Hija del rico comerciante James Wright, fue huérfana de padre y madre desde la edad de 3 años, quedando bajo la custodia de un tío materno en Inglaterra. Al crecer, retornó a Escocia, donde pasaba los inviernos estudiando y escribiendo y los veranos visitando las tierras altas. A los 18 años escribió su primer libro. Emigró a Estados Unidos en 1818 y durante dos años viajó por el país con sus hermanas. Se estableció y obtuvo la ciudadanía. Se casó con el físico francés Guillayme D'Arusmont, con quien tuvo un hijo, pero posteriormente se divorciaron.

## Activismo
Frances Wright luchó por la abolición de la esclavitud, la universalización e igualdad en la educación y los derechos de la mujer. Atacó la religión institucional, la avaricia y el capitalismo. Participó activamente del movimiento social dirigido por Robert Owen. Su oposición a la esclavitud contrastó con la posición de la mayoría de los demócratas y a la vez su activismo en favor de la clase trabajadora la distanció de muchos abolicionistas.
Wright fue cofundadora del periódico Free Inquirer y autora de los libros Views of Society and Manners in America (1821), A Few Days in Athens (1822), and Course of Popular Lectures (1836). La publicación de Views of Society and Manners in America un momento crucial  en la vida de Fanny Wright, al determinar sus nuevas relaciones, su vida en Estados Unidos y su futuro como reformadora social. El libro que fue traducido a varios idiomas trata sobre el pueblo estadounidense, sus ideales, instituciones y los ideales del humanitarismo que podrían abrir el paso a un nuevo mundo democrático. Wright llegó a ser la primera mujer que en el país dio una conferencia a una audiencia mixta, el Día de la Independencia, en 1828, en New Harmony. 
Fue una activista del Movimiento Popular por la Salud, entre 1830 y 1840, abogando porque las mujeres participaran de la salud y la medicina. Después de una campaña política en 1838 ella misma sufrió de problemas de salud y su fallecimiento se produjo como resultado de una caída en el hielo.

## Nashoba

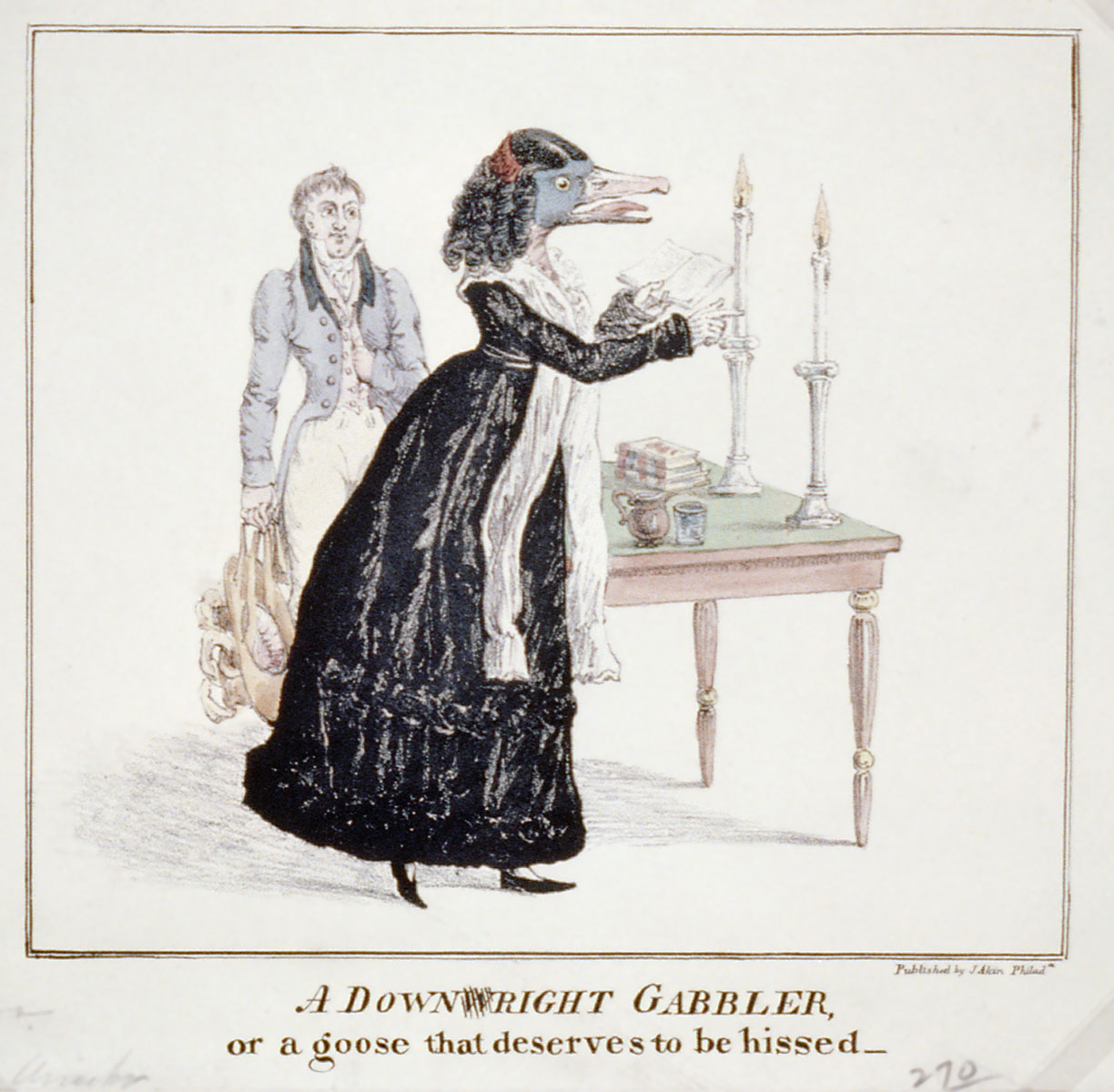
Caricatura de 1829 contra las conferencias de Frances Wright, representada graznando como ganso.

En 1825, Wright fundó la Comuna Nashoba, que se preponía educar esclavos para prepararlos para la libertad. Esperaba construir una comunidad multirracial, independiente económicamente, que incluyera esclavos, negros libres y blancos. Nashoba estaba parcialmente basada en el asentamiento fundado por Owen en New Harmony, donde Wright pasaba una parte significativa de su tiempo. Nashoba duró hasta que Wright enfermó de malaria y tuvo que viajar a Europa para recuperarse. La gerencia temporal de Nashoba se aterró por la aproximación benéfica a los esclavos que vivían allí y por los rumores de matrimonios interraciales; entonces la Comuna cayó en dificultades financieras que causaron su clausura. En 1830, Wright liberó a 30 esclavos de la Comuna y los acompañó a Haití donde pudieron vivir inmediatamente como hombres y mujeres libres. 
La actual ciudad de Germantown, Tennessee, un suburbio de Memphis, está ubicada en el territorio donde se estableció Nashoba.